# Heterotanoides meridionalis
Heterotanoides meridionalis is een naaldkreeftjessoort uit de familie van de Heterotanoididae. De wetenschappelijke naam van de soort is voor het eerst geldig gepubliceerd in 1986 door Sieg.